# 마쓰도역
마쓰도역(일본어: 松戸駅, まつどえき)은 일본 지바현 마쓰도시에 있는 철도역이다.

## 이용 가능한 기차 노선
- 동일본 여객철도
  - 조반 쾌속선(조반선)
  - 조반 완행선(조반선)
- 신케이세이 전철
  - 신케이세이 선

## 역 구조

### 동일본 여객철도
섬식 승강장 3면 6선 형태의 지상역이다.

### 승강장

파일:Rail Tracks map JR-E Matsudo Station.svg의 변역.마쓰도 역 배선도

| 1·2 | ■ 조반 쾌속선                          | 가시와 · 도리데 · 나리타 · 쓰치우라 · 미토 · 가쓰타 · 다카하기 방면 |
| 2·3 | ■ 조반 쾌속선                          | 기타센주 · 우에노 · 도쿄 · 시나가와 방면 (우에노도쿄라인)           |
| 4·5 | 조반 완행선                            | 신마쓰도 · 아비코 · 도리데 방면                                     |
| 5·6 | 조반 완행선 (지요다 선·오다큐 선 직통) | 가나마치 · 가메아리 · 니시닛포리 · 요요기우에하라 · 혼아쓰기 방면   |

### 신케이세이 전철
섬식 승강장 1면 2선 형태의 지상역이다.

### 승강장
| 7 · 8 | ●SL 신케이세이 선 | 야바시라 · 신카마가야 · 기타나라시노 · 게이세이쓰다누마 · 지바추오 방면 |

## 역세권 정보
- 마쓰도 시청

## 역사
- 1896년 12월 25일 - 일본 철도의 역으로서 개업.
- 1909년 11월 1일 - 일본 철도의 국유화에 따라 국유철도의 소속이 되었다.
- 1955년 4월 21일 - 신케이세이 선의 역이 개업.
- 1987년 4월 1일 - 일본국유철도의 민영화에 따라 국철 소속역이 동일본 여객철도 소속이 되었다.
- 2001년 11월 18일 - 동일본 여객철도 소속 역에서 스이카의 사용이 개시되었다.
- 2007년 3월 18일 - 신케이세이 철도 소속 역에서 파스모의 사용이 개시되었다.

## 인접역
| 동일본 여객철도 조반선       | 동일본 여객철도 조반선 | 동일본 여객철도 조반선                     |
| ---------------------------- | ---------------------- | ------------------------------------------ |
| JL 21 가나마치 아야세 방면   | 각역정차               | JL 23 기타마쓰도 도리데 방면               |
| JJ 05 기타센주 시나가와 방면 | 쾌속                   | JJ 07 가시와 이와키 · 도리데 · 나리타 방면 |
| 신케이세이 전철              |                        |                                            |
| 시·종착역                    | ●SL 신케이세이 선      | SL02 가미혼고 게이세이쓰다누마 방면        |